# Bromelia hemisphaerica
Bromelia hemisphaerica är en gräsväxtart som beskrevs av Jean-Baptiste de Lamarck. Bromelia hemisphaerica ingår i släktet Bromelia och familjen Bromeliaceae. Inga underarter finns listade i Catalogue of Life.